# Богатиловка
Богатиловка (рос. Богатиловка) — село в Сеченовському районі Нижньогородської області Російської Федерації.
Населення становить 80 осіб. Входить до складу муніципального утворення Верхнєтализинська сільрада.

## Історія
Від 2009 року входить до складу муніципального утворення Верхнєтализинська сільрада.

## Населення
| 2002 | 2010 |
| ---- | ---- |
| 136  | ↘80  |